# 23296 Brianreavis
23296 Brianreavis là một tiểu hành tinh vành đai chính với chu kỳ quỹ đạo là 1238.0931124 ngày (3.39 năm).
Nó được phát hiện ngày 2 tháng 1 năm 2001. Nó được đặt theo tên Brian Reavis.